# Pseudomyrmex faber
Pseudomyrmex faber é uma espécie de formiga do género Pseudomyrmex, subfamilia Pseudomyrmecinae. Foi descrita cientificamente por Smith em 1858.
Encontra-se no norte de América do Sul.